# Wiedenest
Wiedenest is een plaats in de gemeente Bergneustadt in de Oberbergischer Kreis in Duitsland. Er wonen 3.084 mensen in Wiedenest (2004). De postcode is 51702. Wiedenest hoort bij het traditionele gebied van het Nederfrankische dialect Limburgs. 
Het belangrijke protestantse Forum Wiedenest (vroeger Missionshaus Bibelschule Wiedenest) is in Wiedenest. De studierichting Master of Theology is bij het Bibelschule Wiedenest. 
Wiedenest is aan de Uerdinger linie. Er zijn kerken in Wiedenest.